# Église Saint-Christophe de Coulanges-la-Vineuse
L'église Saint-Christophe-et-Saint-Pèlerin est une église située à Coulanges-la-Vineuse dans le département de l'Yonne, en France.

## Localisation
L'église est située dans le département français de l'Yonne, dans le village de Coulanges-la-Vineuse, en France.

## Description
Dédiée à saint Christophe et saint Pèlerin,, l'église contient plus de 20 objets inscrits comme monuments historiques.

## Historique
L'édifice est classé au titre des monuments historiques en 1947.